# Microsoft Windows XP Starter Edition
Microsoft Windows XP Starter Edition is een goedkopere versie van Windows XP in Thailand, Turkije, Maleisië, Indonesië, Rusland, India, Brazilië, Argentinië, Chili, Mexico, Ecuador, Uruguay en Venezuela. Het is gelijkwaardig aan Microsoft Windows XP Home Edition maar het is gelimiteerder, zo kan Windows XP SE maar 3 programma's op hetzelfde tijdstip draaien en sommige functies zijn uitgeschakeld of verwijderd.
Van de nieuwe Microsoft besturingssystemen Windows Vista en Windows 7 zijn er ook starter-edities uitgebracht, die in dezelfde landen beschikbaar zijn. Met Windows 8 is de Starter Edition verdwenen.